# Teatro dos Grandes Atores
Teatro dos Grandes Atores é um teatro localizado no Barra Square, na Barra da Tijuca, zona Oeste da cidade do Rio de Janeiro.
Inaugurado em 1995, possui duas salas (Azul e Vermelha), cada uma com capacidade para 396 lugares, numa área total de 950 m².
O palco tem área de 90 m², 57 m² de área útil e boca de cena com 4 metros de altura por 11 de largura, capazes de receber espetáculos de pequeno e médio portes.
As áreas de preparação de espetáculo somam 32 m² para cada sala, que contam ainda com quatro camarins cada.
É a principal sala de dramaturgia da Barra da Tijuca.